# Кубок Пакистану з футболу 2018
Кубок Пакистану з футболу 2018 — 27-й розіграш кубкового футбольного турніру у Пакистані. Титул володаря кубка вдруге здобули Пакистанські ВПС.

## Календар
| Раунд               | Дата                      | Матчі | Клуби  |
| ------------------- | ------------------------- | ----- | ------ |
| Груповий раунд      | 21 квітня - 2 травня 2018 | 24    | 24 → 8 |
| 1/4 фіналу          | 3-6 травня 2018           | 4     | 8 → 4  |
| 1/2 фіналу          | 7 травня 2018             | 2     | 4 → 2  |
| Матч за третє місце | 9 травня 2018             | 1     |        |
| Фінал               | 20 травня 2018            | 1     | 2 → 1  |

## 1/4 фіналу
| Команда 1                    | Рахунок      | Команда 2          |
| ---------------------------- | ------------ | ------------------ |
| 3 травня 2018                |              |                    |
| Ашраф Сьюгар Міллс           | 0:3          | Пакистан Петролеум |
| 4 травня 2018                |              |                    |
| ВАПДА                        | 2:0 дч       | Пакистанські ВМС   |
| 5 травня 2018                |              |                    |
| Армія Пакистану              | 0:0 пен. 2:4 | Пакистанські ВПС   |
| 6 травня 2018                |              |                    |
| Управління цивільної авіації | 2:1          | ВАПДА              |

## 1/2 фіналу
| Команда 1        | Рахунок      | Команда 2                    |
| ---------------- | ------------ | ---------------------------- |
| 7 травня 2018    |              |                              |
| ВАПДА            | 2:0          | Пакистан Петролеум           |
| Пакистанські ВПС | 1:1 пен. 4:3 | Управління цивільної авіації |

## Матч за третє місце
| Команда 1          | Рахунок | Команда 2                    |
| ------------------ | ------- | ---------------------------- |
| 9 травня 2018      |         |                              |
| Пакистан Петролеум | 5:1     | Управління цивільної авіації |

## Фінал
| 10 травня 2018 |

| ВАПДА     | 1:2      | Пакистанські ВПС           |
| --------- | -------- | -------------------------- |
| Ахмед 11' | Протокол | Муджахід 32' Самад Хан 66' |

| Карачі Порт Траст Стедіум, Карачі Глядачів: 2 500 Арбітр: Мохаммад Ахмад Рауф |